# Philippe Madral
 (août 2022).
Il peut être nécessaire de l'améliorer pour respecter le principe de neutralité de point de vue. Veuillez consulter la page de discussion pour plus de détails.

Philippe Madral, né Philippe Léon Gratton à Paris le 2 décembre 1942, est un scénariste, romancier, auteur de théâtre, metteur en scène et décorateur de théâtre français.

## Biographie
Philippe Madral est le fils de Camille Gratton, intendant militaire puis sous-directeur à la Présidence du Conseil, et de Céline Malard, modiste.
Il mène d'abord des études supérieures de droit, de sociologie, de sciences politiques et d'histoire. Il est licencié en droit public (1964), licencié en sociologie (1965), diplômé d'études supérieures de sciences politiques (1965) et docteur en histoire (1969) avec pour patron de thèse l'historien Pierre Vilar. Nommé en octobre 1966 au CNRS comme spécialiste de la paysannerie contemporaine, il y travaille en tant qu'attaché de recherche sous le parrainage du politologue François Goguel pendant quatre ans, affecté au laboratoire du Centre de recherches politiques de Sciences Po, rattaché à l'Institut d'études politiques.
Marié en 1963 à Christiane Perato, monteuse de cinéma, puis en 1971 à Nadia Taleb, comédienne, puis depuis 1984 à la comédienne Jenny Arasse (auteur de théâtre et scénariste sous son nom de naissance Toni Leicester), avec qui ils ont une fille, Coline Gratton Madral.

## Essais
Pendant son travail au CNRS, il publie sur la paysannerie et sous son nom de naissance (Philippe Gratton) trois ouvrages (Les luttes de classes dans les campagnes, éd. Anthropos, 1970, ; Les Paysans français contre l’agrarisme, éditions Maspero, 1972 ; Les Paysans, éd. du Burin, 1973). Il a participé au Dictionnaire biographique du mouvement ouvrier dirigé par Jean Maitron, pour la période de 1870 à 1939 et pour les militants paysans.

## Journalisme et engagement politique
Parallèlement à son travail au CNRS, dès 1967, il signe pour le journal L'Humanité quelques reportages sur des mouvements sociaux et des grèves, ou des interviews de responsables culturels sous le pseudonyme d'Edmond Gilles, puis se spécialise dans la critique théâtrale, à la demande du journal, et y prend la suite de Guy Leclerc, qui en était le critique théâtral depuis la Libération. Il écrit désormais sous le pseudonyme de Philippe Madral une chronique quotidienne de 1967 à 1969. Il y publie près de 400 articles, interviews ou critiques, ainsi qu'un feuilleton hebdomadaire de réflexion sur la pratique théâtrale du théâtre public (décentralisation et banlieue parisienne, en particulier). Il collabore aussi à plusieurs autres journaux et revues en tant que spécialiste des questions théâtrales (notamment Travail théâtral et Bref).
Son service militaire, en septembre 1969, interrompt son travail au CNRS et à l'Humanité. Il les reprend comme collaborateur extérieur en octobre 1970, alors qu'il n'est plus membre du Parti, à la demande de la direction de L'Humanité Dimanche, et y assure une chronique théâtrale hebdomadaire régulière, illustrée par Alain Ghertman, avant de décider d'abandonner au bout de trois mois, à la suite de désaccords avec la direction du journal, qui menace de censurer ses articles.
En janvier 1969, il publie un essai-reportage aux éditions du Seuil : Le Théâtre hors les murs, 

## Théâtre
En 1970, ayant quitté à la fois le Parti communiste, la critique dramatique et le CNRS, il se consacre exclusivement à la création, et plus particulièrement au théâtre. Sa première œuvre, Le Chevalier au pilon flamboyant (une adaptation théâtrale d'un classique élisabéthain de Beaumont et Fletcher), est publiée aux éditions Stock et créée à la Maison de la culture de Bourges en mars 1971 dans une mise en scène d'Aristide Demonico, puis reprise pour une tournée en France et se termine au Théâtre Gérard-Philipe de Saint-Denis en septembre 1971. Elle lui vaut le Grand prix de l’humour noir 1971.
En 1971, Jacques Rosner lui propose de venir collaborer avec lui à la direction du Centre Dramatique du Nord, installé alors à Tourcoing et qu'ils baptisent "Théâtre du Lambrequin". De 1971 à 1973, il y est à la fois dramaturge, metteur en scène et décorateur. En 1972, il écrit, signe le décor et met en scène sa première pièce, Dehors dedans. Il crée également, parallèlement à ses activités, avec Émile Copfermann aux éditions Maspero une collection, Les Cahiers de la production théâtrale, consacrée au travail des auteurs, metteurs en scène, comédiens et scénographes, et en assure la direction des premiers numéros (1971-1972).
De retour à Paris, il y travaille comme metteur en scène et crée plusieurs de ses pièces : Deux et deux font seuls, pour la mise en scène et le décor, au Théâtre de l'Est parisien en 1973-1974 ; Qu’est-ce qui frappe ici si tôt ? (mise en scène au Théâtre Montparnasse,  en 1974) ; L'Éternité depuis le début (mise en scène au Théâtre de l'Odéon en 1974.
Il adapte aussi des auteurs étrangers, dont, de l'Américain Sam Shepard (La Turista, mise en scène par Henry Pillsbury, avec entre autres Patrick Chesnais et Nadia Taleb au Théâtre Oblique en 1978).
Plusieurs de ses pièces sont créées par d'autres metteurs en scène, comme : Qu'est-ce qui frappe ici si tôt ? par Philippe Adrien au Festival d'Avignon en 1973, ou La Manifestation par Jacques Rosner.

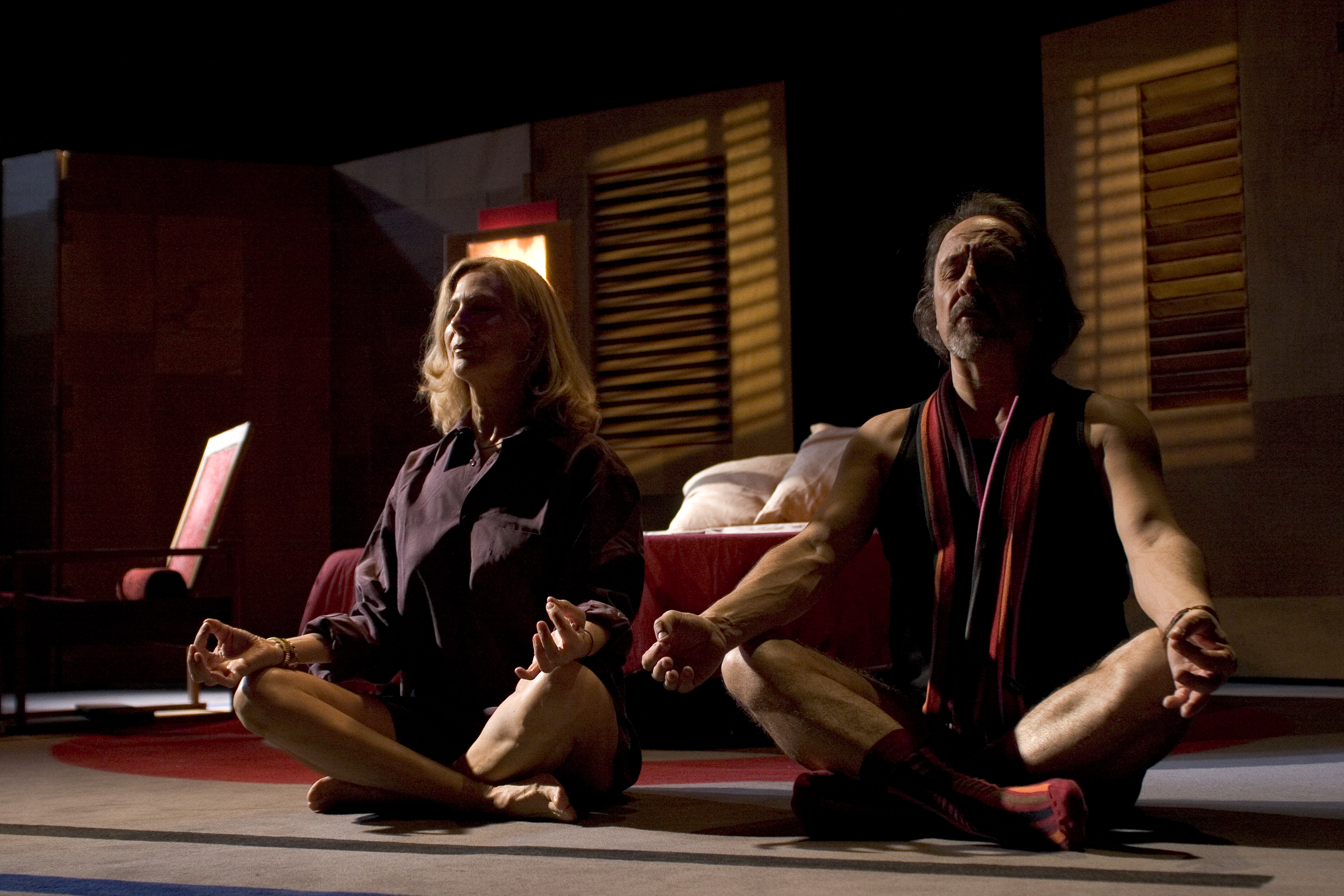
Effets de nuit, Jenny Arasse et Jean-Marc Chotteau, 2007

En 2006, il fonde une nouvelle compagnie avec Jenny Arasse (le Théâtre du dedans), avec laquelle il met en scène en 2007 l'une de ses dernières pièces dont il cosigne le décor avec Rémi Nicolas, Effets de nuit, interprétée par Jenny Arasse et Jean-Marc Chotteau (au Salon de Théâtre que dirige ce dernier à Tourcoing).
Il reste une dizaine d'années sans écrire pour le théâtre, puis y revient avec une nouvelle pièce dont il est l'auteur, la Colère du Tigre. Elle est créée au Théâtre Montparnasse en septembre 2014, dans une mise en scène de Christophe Lidon, avec Claude Brasseur et Michel Aumont dans les rôles principaux,,.
Ce spectacle a été nommé aux Globes de cristal (arts et culture) 2015 pour la meilleure pièce de théâtre et pour le meilleur comédien (Claude Brasseur) et aux Molières 2015 pour le meilleur comédien (Claude Brasseur) et la meilleure comédienne dans un second rôle (Marie-Christine Danède).
En février 2017, une nouvelle pièce de lui, Bankable, est créée au Théâtre Montparnasse, mise en scène par Daniel Colas, avec notamment Lorant Deutsch, Vincent Winterhalter et Jérôme Anger pour interprètes.
Certaines de ces créations sont reprises dans d’autres mises en scène, en France et à l’étranger.
En 2018, Jonathan Milo-Chassaigne crée et joue à Rennes le monologue intitulé Finalement quoi.
En 2021, une nouvelle pièce, Blasphème, ayant pour thème l'intolérance religieuse, est créée à la Comédie Royale Volter, à Bruxelles,.

## Cinéma et télévision
Il commence à écrire pour le cinéma et la télévision à partir de 1977. L'un de ses premiers téléfilms, La Neige de Noël, crée une polémique à cause de son sujet (la drogue en milieu ouvrier). Réalisé par Michel Wyn, il a été un moment interdit d'antenne du printemps à l'automne de l'année 1978, puis reprogrammé le 8 octobre 1978 dans le cadre des Dossiers de l'écran (avec pour débat, arbitré par Marcel Jullian alors PDG de la chaîne, la question : « Le public de télévision peut-il tout voir ? »).
Au cinéma, son premier film (Guy de Maupassant) est une adaptation de son premier roman, réalisé par Michel Drach en 1982.
Il écrit quelques comédies, notamment Chacun pour toi, pour Jean-Michel Ribes.
Il a aussi écrit pour Jean-Pierre Limosin un film réalisé au Japon, Tokyo Eyes, sélectionné au Festival de Cannes 1998 dans le cadre de "Un certain regard" et interprété notamment par Takeshi Kitano.
À la télévision, il écrit une soixantaine de téléfilms ou de miniséries, dont les principaux, au cours des dernières années, sont :
en 2008, L'Affaire Ben Barka (2x90 min), coécrit avec Jacques Labib, réalisé par Jean-Pierre Sinapi, en 2009, le téléfilm Camus, coécrit avec Laurent Jaoui,  ; en 2010, L'Appel du 18 Juin du Général de Gaulle, coécrit avec Laurent Herbiet, réalisé par Félix Olivier et joué par Michel Vuillermoz (De Gaulle) et l'acteur anglais Christian Rodska (Churchill). Sa diffusion a eu lieu en juin 2010 sur France 2, et en Angleterre pour la célébration officielle du 70e anniversaire de cette date historique.
En 2013, son téléfilm Manipulations, coécrit avec Jacques Labib et réalisé par Laurent Herbiet. Il a également été nommé aux Lauriers de l'Audiovisuel 2014 pour le Meilleur Film et le Meilleur Comédien.
En 2015, il écrit Souviens toi, un thriller psychologique adapté d'un roman de Mary Higgins Clark dont il collabore au scénario avec Sabine Carion, et que réalise Philippe Venault pour France 3.
Il s’entoure parfois de collaborateurs avec qui il a l’habitude de travailler, comme Fred Kassak, Nadia Taleb, Toni Leicester ou Jacques Labib pour ses scénarios de télévision, ou encore Patrick Chesnais qu’il retrouve comme comédien à plusieurs reprises sur les planches, puis devant et derrière la caméra.

## Romans
Philippe Madral est également romancier ; il a publié plusieurs romans, dont certains sous sa signature, tels Guy de Maupassant (1982), éd. Hachette Livre, Tendres Condoléances (1986), ou Vacance de Star (2024), KDP éditions.
Les deux autres sont des romans historiques écrits en collaboration avec François Migeat : Et ton nom sera Vercingétorix (2006), éditions Robert Laffont, et L'Espion du pape (2009), éditions Robert Laffont.
Trois d’entre eux ont été adaptés par ses soins au cinéma et à la télévision : au cinéma, Guy de Maupassant en 1982 ; à la télévision, Johann Gelder, faussaire de génie (série télévisée sous le titre Le Génie du faux, réalisée par Stéphane Kurc en 1985). Tendres Condoléances a fait l'objet d'un téléfilm (sous le titre Un cœur de marbre, réalisé lui aussi par Stéphane Kurc en 1988).
En 2019, Philippe Madral revient au roman historique, avec Une sorcière à la Cour, seul cette fois.

## Chansons et poèmes
Il a écrit les paroles de plusieurs chansons sur des musiques de Jean-Edouard Barbe, Pierre Porte, Jean-Marie Sénia, Jean-Pierre Mas, Vanina Michel, Hélène Wonjdina… Elles ont été interprétées par des chanteurs comme Jean-Edouard Barbe, le chanteur malaisien Shake (de son vrai nom Sheikh Abdullah Ahmad), le chanteur algérien Rachid Bahri, Vanina Michel, Séverine Angèle, et d'autres.
Certaines ont figuré dans les albums de Jean-Edouard Barbe, Shake, Rachid Bahri ; d'autres dans des téléfilms comme Play-Back et tais-toi ou la Mondaine - Maryline ; d'autres ont fait partie de récitals, comme celui de Séverine Angèle à l'Espace Hérault (Paris) en 1993.
Pendant les événements de mai 68, il a écrit plusieurs chansons, dont deux, chantées par Jean-Edouard Barbe, font partie de l'album souvenir (en double CD) Chansons de Mai 68 telles que nous les chantions au printemps 68, publié en collaboration avec le magazine Je chante Magazine, n° mai 2018.
Il a également écrit de nombreux poèmes, dont certains ont été publiés dans la revue les Cahiers de la production théâtrale (n°1, 1971 ; n°2, 1972) ; d'autres font partie de la collection du livre pauvre, créée et dirigée par le poète Daniel Leuwers, dont chacun associe le travail d'un écrivain (romancier, dramaturge, poète…) avec celui d'un plasticien (dessinateur, peintre, photographe…). Il a ainsi collaboré à cette occasion avec des artistes peintres comme Coco Téxèdre ou des photographes comme Jean-Michel Marchetti ou Alain Nahum.

## Filmographie sélective en tant que scénariste

### Télévision

#### Séries télévisées
- 1977-1978 : Brigade des mineurs (6 épisodes de 90 min, A2)
  - 1977 : Incidents mineurs de Claude Loursais
  - 1977 : La Neige de Noël de Michel Wyn
  - 1977 : Le mal du pays de Jean Chapot
  - 1978 : Une absence prolongée de Peter Kassovitz
  - 1978 : Playback et tais-toi de André Flederick
  - 1978 : La vie séparée de Peter Kassovitz
- 1979 à 1990 : Les Cinq Dernières Minutes (5 épisodes de 90 min, A2)
  - 1979 : Mort à la criée de Claire Jortner
  - 1980 : Le retour des coulons de Éric Le Hung
  - 1980 : Un cœur sur mesure de Claude de Givray
  - 1983 : La Chine à Paris de François Martin
  - 1990 : Une beauté fatale de Stéphane Kurc
- 1989 Coplan (2 épisodes de 100 min, A2)
  - 1989 : Coups durs de Gilles Béhat
  - 1989 : Vengeance à Caracas de Philippe Toledano
- 1989 Navarro (1 épisode de 90 min, TF1)
  - 1989 : Fils de périphe de Denys Granier-Deferre
- 1997 La Mondaine (1 épisode de 90 min, TF1)
  - 1997 : Marilyne de Marco Pico

#### Adaptations
- 1982 : L'infini est en haut des marches, d'après la pièce éponyme de Philippe Madral, 60 min, A2, réalisation de Stéphane Kurc
- 1985 : Le Génie du faux, d'après le roman Johann Gelder, faussaire de génie de Philippe Madral, 4x60 min, A2, réalisation de Stéphane Kurc
- 1988 : Un cœur de marbre, d'après le roman Tendres Condoléances de Philippe Madral, 90 min, FR3, réalisation de Stéphane Kurc
- 1991 : Les Démoniaques, d'après le roman Celle qui n'était plus de Boileau-Narcejac, 100 min, A2 et TF1, réalisation de Pierre Koralnik
- 1996 : L'Année du certif, d'après le roman éponyme de Michel Jeury, 90 min, FR3, réalisation de Jacques Renard
- 1996 : Le Neuvième Jour, d'après le roman éponyme d'Hervé Bazin, FR2, 90 min,  réalisation de David Delrieux
- 1996 : Attends-moi, d'après le roman éponyme de Françoise Xenakis, 90 min, FR2,  réalisation de François Luciani
- 2004 : Clochemerle, d'après le roman éponyme de Gabriel Chevallier, 90 min, FR3, réalisation de Daniel Losset
- 2005 : Des jours et des nuits, d'après le roman éponyme de Gilbert Sinoué, 2x100 min, FR2, réalisation de Thierry Chabert
- 2015 : Souviens-toi, d'après le roman éponyme de Mary Higgins Clark, 90 min, FR3, réalisation de Philippe Venault

#### Sujets originaux
- 1980 La France de Joséphine de Peter Kassovitz, 60 min, TF1
- 1997 Forcément coupable de Marco Pico, 90 min, FR2
- 1997 D'or et de safran de Marco Pico, 100 min, Canal Plus, FR2
- 1998 Louise et les Marchés de Marc Rivière, 2x90 min, FR2
- 1999 La Bascule (co-scénariste Toni Leicester) de Marco Pico, 90 min, FR2
- 2002 Les Rencontres de Joelle (co-scénariste Toni Leicester), de Patrick Poubel, 90 min, FR3
- 2002 L'Enfant éternel de Patrick Poubel, 100 min, Canal Plus
- 2003 Faux frères, vrais jumeaux de Daniel Losset, 90 min, FR3
- 2004 Un amour en kit de Philippe de Broca, 90 min, FR3
- 2004 Le Pays des enfants perdus de Francis Girod, 90 min, FR3 puis Télé-Réunion[17]
- 2006 L'Oncle de Russie de Francis Girod, 90 min, FR3
- 2008 L'Affaire Ben Barka de Jean-Pierre Sinapi, 2x90 min, FR2
- 2010 Camus de Laurent Jaoui, 90 min, FR2
- 2010 L'Appel du 18 Juin de Félix Olivier, 90 min, FR2
- 2013 Manipulations de Laurent Herbiet, 90 min, FR2

### Cinéma
- 1982 : Guy de Maupassant de Michel Drach
- 1994 : Chacun pour toi de Jean-Michel Ribes
- 1998 : Tokyo Eyes de Jean-Pierre Limosin
- 2001 : Charmant Garçon de Patrick Chesnais

## Créations théâtrales (France et Belgique)
- 1971 : Le Chevalier au pilon flamboyant (adaptation, d'après Beaumont et Fletcher) - m. en sc. : Aristide Demonico - Maison de la Culture de Bourges ; Théâtre des Célestins (Lyon) ; Théâtre Gérard Philipe de Saint-Denis ; Tournée
- 1972 : Dehors dedans - m. en sc. : Philippe Madral - Centre Dramatique du Nord (Tourcoing, Douai, Calais, Arras)
- 1973 : L'infini est en haut des marches - m. en sc. : Jacques Hansen - Festival du Castellet
- 1973 : Qu'est-ce qui frappe ici si tôt ? - m. en sc. : Philippe Adrien - Festival d'Avignon (Théâtre Ouvert)
- 1973 : Deux et deux font seuls - m. en sc. : Philippe Madral - théâtre de l'Est Parisien ; Tournée
- 1974 : Qu'est-ce qui frappe ici si tôt ? - m. en sc. : Philippe Madral - Théâtre Montparnasse (Paris)
- 1974 : L'Éternité depuis le début - m. en sc. : Philippe Madral - Petit Odéon (Paris) ; Théâtre de Nice
- 1977 : C'est la surprise - m. en sc. : Nadia Taleb - Théâtre des Blancs Manteaux (Paris)
- 1978 : La Turista (adaptation, d'après Sam Shepard) - m. en sc. : Henry Pillsbury - Théâtre Oblique (Paris)
- 1978 : La Manifestation - m. en sc. : Jacques Rosner - Théâtre de l'Odéon (Paris)
- 1980 : Anecdotes provinciales (adaptation, d'après Alexandre Vampilov) - m. en sc. : Yutaka Wada et Gabriel Garran - Festival d'Avignon (cloître des Carmes) ; Théâtre de la Commune d'Aubervilliers
- 1981 : Topographie d'un nu (adaptation, d'après Jorge Diaz) - m. en sc. : Carlos Wittig - Festival d'Avignon
- 1982 : C'est la surprise - m. en sc. Patrick Chesnais - Théâtre du VIIIe (Lyon)
- 1984 : Moi c'est l'autre - m. en sc. : Gérard Vantaggioli - Espace Miracle (Marseille) ; Tournée
- 1986 : Finalement quoi - m. en sc. : Patrick Chesnais - Théâtre Paris Villette ; Festival de Stavelost (Belgique) ; Tournée
- 1989 : Finalement quoi - m. en sc. : Nicole Sigal - Guichet Montparnasse (Paris) ; Festival d'Avignon (Lycée Saint Joseph)
- 1990 : Moi c'est l'autre - m. en sc. : Christian Barbier - Guichet Montparnasse (Paris) ; Festival d'Avignon (Alibi Théâtre) ; Tournée
- 1991 : Finalement quoi - m. en sc. : Laurent Maindon - Théâtre de Saint-Herblain, Tournée
- 1994 : Finalement quoi - m. en sc. : François Perrot - Théâtre du Moulin de la Galette (Paris) ; reprise en 2002 au Ciné Théâtre 13 (Paris)
- 1995 : Finalement quoi - m. en sc. : Christophe Felz - Théâtre Lumière (Strasbourg)
- 1995 : Finalement quoi - m. en sc. : Sylvain Thirolle - Chartreuse lez Avignon
- 1995 : L'infini est en haut des marches - m. en sc. : Cie La Boite à sardines - Tours, tournée Bretagne
- 1997 : Finalement quoi - m. en sc. : Marc Feld - Théâtre de Proposition (Paris) ; Festival d'Avignon (Théâtre de la Condition des Soies) ; Tournée
- 2001 : Finalement quoi - m. en sc. : Jean-Bernard Susperregui - Théo Théâtre (Paris)
- 2007 : Effets de nuit - m. en sc. : Philippe Madral - Salon de Théâtre (Tourcoing) ; Centre Culturel de Wattrelos
- 2009 : Effets de nuit (créations en français et en basque) - m. en sc. : Pascale Daniel Lacombe - Théâtre de Saint-Jean de Luz ; Tournée
- 2014-2016 : La Colère du Tigre - m. en sc. : Christophe Lidon - Théâtre Montparnasse - Tournée en France
- 2017 : Bankable - m. en sc. : Daniel Colas - Théâtre Montparnasse
- 2017 : La Colère du Tigre - m.en sc. : Jean-Claude Idée - Comédie Royale Volter - Bruxelles
- 2020-2021 : Le Blasphème - m.en sc. : Michel de Warzée - Comédie Royale Volter - Bruxelles

## Radio
France Culture (Nouveau Répertoire dramatique de Lucien Attoun)
- L'Éternité depuis le début, mise en ondes : Évelyne Frémy, 1971, 90 min
- Dehors dedans, m. en o. : Jean-Pierre Colas, 1972, 90 min
- Deux et deux font seuls, m. en o. : Jean-Jacques Vierne, 1973, 2x60 min
- L'Amnésie, m. en o. : Jean-Pierre Colas, 1974, 90 min
- La Manifestation, m. en o. : Jean-Jacques Vierne, 2x90 min
- Moune et Bella, m. en o. : Georges Peyrou, 1976, 90 min
- C'est la surprise, m. en o. : Jean-Pierre Colas, 1977, 100 min
- La Turista de Sam Shepard (adaptation avec Henry Pillsbury), m. en o. : Jean-Pierre Colas, 1978, 90 min
- Topographie d'un nu, de Jorge Diaz (adaptation), m. en o. : Jean-Pierre Colas, 1978, 100 min
- Un trou dans le ciel, m. en o. : Évelyne Frémy, 1986, 90 min

France Inter (Tréteaux de la nuit de Patrice Galbeau)
- Effets de nuit, m. en o. : Jean-Jacques Vierne, 1988, 5x30 min

## Entretiens radio ou télé
- France-Culture : nombreux entretiens avec Lucien Attoun, de 1971 à 1988, dans le cadre de son émission Nouveau Répertoire Dramatique, à l'occasion de chaque création de ses pièces (voir ci-dessus).
- France-Culture : Entretien avec Moussa Abadie, 1974, 60 min
- France Inter : Féminin Pluriel, entretien avec Jacques Chancel, 1985, 60 min
- Europe 1 : Entretien avec Jacques Pradel, 2006, 90 min
- Chaîne Sénat : Bibliothèque Médicis, entretien avec Jean-Pierre Elkabbach, 2006, 60 min

## Sources
- (fr) Sa fiche biographique sur « Avant scène théâtre ».
- (fr) « Théâtre du Rond-Point » Philippe Madral
- (fr) « Les Archives du spectacle » Philippe Madral